# Breteau
Breteau é uma comuna francesa na região administrativa do Centro, no departamento Loiret. Estende-se por uma área de 17,4 km². Em 2010 a comuna tinha 96 habitantes (densidade: 5,5 hab./km²).